# Моймента-да-Бейра (район)
Моймента-да-Бейра (порт. Moimenta da Beira) — район (фрегезия) в Португалии, входит в округ Визеу. Является составной частью муниципалитета Моймента-да-Бейра. Находится в составе крупной городской агломерации Большое Визеу. По старому административному делению входил в провинцию Бейра-Алта. Входит в экономико-статистический субрегион Доуру, который входит в Северный регион. Население составляет 2402 человека на 2001 год. Занимает площадь 10,17 км².